# Алексей Филес
Алексей Филес (др.-греч. Ἀλέξιος Φιλῆς; ум. 1265) — византийский государственный деятель, военачальник, великий доместик (1261—1264). Участник войны между Византией и Ахейским княжеством на Пелопоннесе. В  битве при Макри-Плаги в 1264 году был взят в плен, где и умер в следующем году.

## Происхождение
Алексей Филес происходил из знатного византийского рода Филесов. Его отцом был Феодор Филес, наместник Фессалоник при Никейском императоре Иоанне III Ватаце и сторонник византийского императора Михаила VIII Палеолога.

## Биография
В 1261 году Алексей Филес получил звание Великого доместика. В начале 1263 года Алексей сопровождал севастократора Константина Палеолога в военной экспедиции на Пелопоннес, где в то время разгорелась война между Ахейским княжеством и Византийской империей. Алексей помогал Константину войском в неудачной для византийцев кампании 1263 года, когда византийская армия потерпела тяжёлое поражение от небольшого войска франков (то есть войска Ахейского княжества).
В следующем, 1264 году, Константин начал новое наступление против франков, которое закончилось неудачно для севастократора, и византийцы отступили к франкской крепости Никли, которую они осадили. Во время осады турецкие наёмники в византийском войске дезертировали к франкам. Константин Палеолог, будучи деморализованным переходом турок на сторону противника, отбыл в Константинополь. Главнокомандующими византийской армии на Пелопоннесе стал Алексей Филес и паракимомен Иоанн Макринос.
Алексей Филес и Макринос спланировали засаду для противника на перевале Макри-Плаги (перевал, соединяющий Мессению с окрестностями Мегалополиса). Однако франки узнали об этом плане византийцев (возможно, по предательству того же Макриноса). В результате произошедшей битвы византийская армия была разгромлена. Алексей Филес попытался спрятаться от противника в пещере, но был найден и взят в плен.
После этого поражения Алексей был помещён в тюрьму в городе Клермон. Там между ним и правителем Ахейского княжества Гильомом II Виллардуэном состоялся примечательный разговор, характеризующий отношение византийцев и франков к происходящей войне. Согласно хроникам, Гильом Виллардуэн заявил, что Михаил VIII Палеолог наказан за нарушения своих клятв, но Алексей смело ему ответил: «Морея принадлежит Римской империи и является владением императора. Это Вы нарушили свою клятву Вашему сюзерену».
Оставшуюся часть жизни Алексей провёл в тюрьме. Он умер в Клермоне в 1265 году.

## Семья
Супругой Алексея являлась племянница Михаила VIII Палеолога Мария Палеолог Кантакузина. После смерти Алексея она вышла замуж за болгарского царя Константина I Тиха.